# Winston Peters
Pour les articles homonymes, voir Peters.
Winston Peters, né le 11 avril 1945 à Whangarei, est un homme d'État néo-zélandais, chef du parti Nouvelle-Zélande d'abord depuis sa création en 1993.
De 2017 à 2020, et de 2023 à 2025, il exerce la fonction de vice-Premier ministre. Il est également ministre des Affaires étrangères de 2005 à 2008, de 2017 à 2020 et depuis 2023.

## Origines et formation
Son père est maori ; sa mère est pakeha d'origine écossaise. Il est originaire de l'iwi Ngati Wai. Il est diplômé d'histoire, de sciences politiques et de droit de d'université d'Auckland. Il a été enseignant et avocat. Il a également été capitaine de l'équipe maori de rugby d'Auckland, et a joué pour l'équipe des Māori de Nouvelle-Zélande de rugby à XV.

## Carrière politique
Winston Peters est d'abord membre du Parti national de Nouvelle-Zélande, et participe avec succès aux luttes contre les plans du gouvernement de saisir une partie des terres des Ngati Wai dans les années 1970.
Élu député en 1978, il est ministre des Affaires maories de 1990 à 1991. Il quitte le Parti national en 1993 et fonde le parti New Zealand First (La Nouvelle-Zélande d'Abord). Son parti connait un succès électoral assez important pour en faire un allié clef dans toute coalition gouvernementale ; ceci permet à Peters de devenir ministre dans des gouvernements de droite (Parti national) puis de gauche (Parti travailliste).
Lors des élections législatives de 1996, New Zealand First gagne 17 sièges. Winston Peters entre alors dans une coalition avec le gouvernement conservateur. Il obtient le rôle de vice-Premier ministre et de ministre du Trésor de décembre 1996 à août 1998,,,. La coalition prend fin lorsque Jenny Shipley, alors Première ministre, renvoie Winston Peters de son gouvernement.
Les résultats de son parti aux élections législatives de 2005 lui permettent d'entrer en coalition avec les Travaillistes. Il est nommé ministre des Affaires étrangères au sein du gouvernement dirigé par la Première ministre Helen Clark d'octobre 2005 à novembre 2008,,,. Il démissionne de son poste au gouvernement lorsque son parti est accusé d'avoir reçu d'importantes sommes d'argent sans les déclarer,.
En octobre 2017, il est à nouveau placé dans la position du « faiseur de rois » comme le surnomment les médias. Les conservateurs menés par Bill English et les travaillistes menés par Jacinda Ardern n'ont pas réussi à réunir une majorité aux élections législatives tandis que New Zealand First a obtenu 9 sièges. Après plusieurs semaines de négociation, Winston Peters choisit de former une coalition avec Jacinda Ardern. Il déclare avoir pris cette décision pour « le changement » après plusieurs années de gouvernement conservateur.
Après son investiture le 26 octobre 2017, Jacinda Ardern nomme Winston Peters vice-Premier ministre et ministre des Affaires étrangères au sein de son gouvernement.
À l'annonce de la grossesse de la Première ministre Jacinda Ardern, le 19 janvier 2018, cette dernière annonce qu'elle quittera temporairement son poste à la suite de la naissance de son futur enfant, pour une période de six semaines. Peters est Premier ministre par intérim du 21 juin, date à laquelle Ardern accouche de sa fille, au 2 août 2018, avec le retour de la Première ministre au pouvoir,.
En qualité de ministre des Affaires étrangères, il se prononce en faveur d'un renforcement de la présence militaire des États-Unis dans l'océan Pacifique et pour une politique plus dure vis-à-vis de la Chine.
À la suite des élections législatives du 17 octobre 2020, Nouvelle-Zélande d'Abord perd tous ses sièges au Parlement et Winston Peter doit quitter le gouvernement. Lors des élections du 14 octobre 2023, le parti retrouve huit sièges de députés. Le 24 novembre suivant, Winston Peters conclut un accord de coalition avec Christopher Luxon, dirigeant du Parti national, et David Seymour, chef d'ACT New Zealand. Trois jours plus tard, Luxon devient Premier ministre et Peters, vice-Premier ministre pour dix-huit mois, et de nouveau ministre des Affaires étrangères. Dans le cadre de l'accord de coalition tripartite du gouvernement Luxon, il cède le poste de vice-Premier ministre à David Seymour, le chef du parti ACT, le 31 mai 2025.

## Controverse
Ses adversaires ont qualifié Peters de « nationaliste », de « populiste » et de « raciste »,, notamment à la suite d'un discours prononcé en 2005, lors duquel il accusa l'immigration asiatique d'être une source de criminalité accrue en Nouvelle-Zélande, et demanda que le nombre d'immigrés venus d'Asie soit restreint. 
Pour cette raison, sa nomination au poste de ministre des Affaires étrangères fut jugée surprenante. Don Brash (en), dirigeant du Parti national, déclara que cette décision était « étonnante » car « la région tout entière se méfie de Winston Peters — l’Australie comme l’Asie […]. Je pense que faire de lui le ministre des Affaires étrangères fait beaucoup de mal à notre réputation sur le plan international. » Le journal australien The Age se dit surpris que le poste ait été accordé à un « populiste anti-immigré », un « nationaliste ».
À l'inverse, toutefois, il est très apprécié et respecté dans les îles du Pacifique -notamment aux Samoa, aux Îles Cook, aux Fidji et aux Tonga- qu'il visite fréquemment et avec lesquelles il a renforcé de manière respectueuse les relations de la Nouvelle-Zélande. Il se voit attribuer un titre de chef coutumier aux Samoa en 2007,.